# Ewald Walser

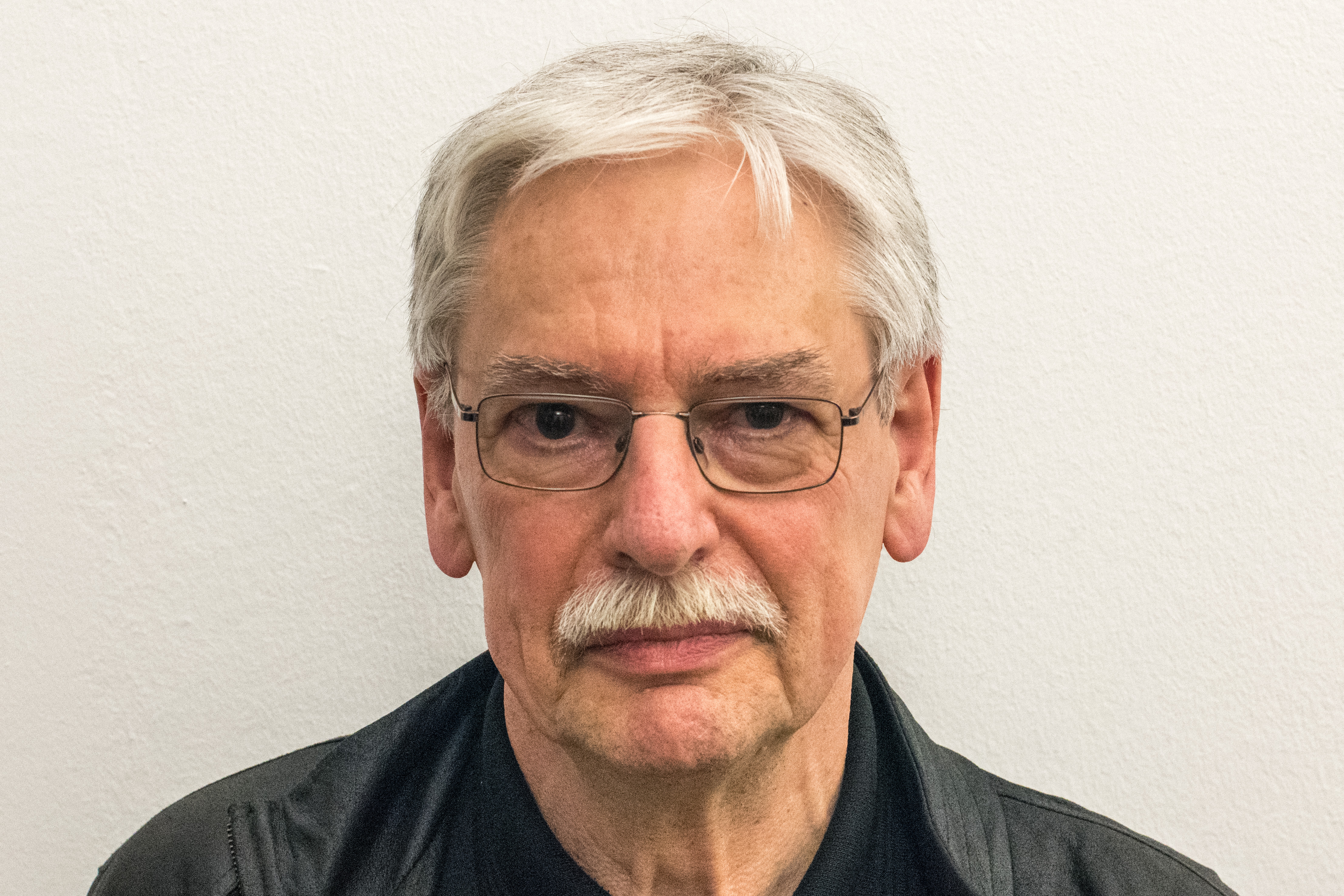
Ewald Walser (2018)

Ewald Walser (* 23. April 1947 in Wels) ist ein österreichischer Maler, Grafiker und Hochschullehrer. Er lehrte ab 1979 an der Kunstuniversität Linz und war von 1982 bis 2003 Präsident der Künstlervereinigung MAERZ.

## Leben und Wirken
Walser besuchte von 1964 bis 1969 die Kunstschule der Stadt Linz in der Meisterklasse für freie Grafik bei Alfons Ortner. Gleichzeitig war er von 1965 bis 1968 Mitarbeiter der Neuen Galerie der Stadt Linz unter Walter Kasten. 1979 begann er mit einer kontinuierlichen Lehrtätigkeit an der Kunstuniversität Linz im Bereich Textil/Kunst&Design bis ihm 2002 schließlich der Berufstitel Universitätsprofessor verliehen wurde. 1996/97 nahm er Lehraufträge für Malerei an der Bauhaus-Universität Weimar an.
Der Künstler  ist seit 1974 Mitglied der Künstlervereinigung MAERZ, übernahm 1976 die Leitung der Galerie MAERZ und war von 1982 bis 2003 Präsident der Künstlervereinigung. Von 1976 bis 1994 gehörte er auch dem Künstlerhaus Wien an.
Er zeichnet verantwortlich für nationale und internationale Kooperationen bei Ausstellungsprojekten wie MAERZ in der SECESSION Wien (1987), BORDERCROSSINGS (1991 und 1995), österreichische-russisch-litauisches Kulturprojekt (1992), GO EAST GO WEST (1995), u. a. 1999 konzeptionierte und organisierte er gemeinsam mit Katja Vassilieva ACT 99, eine art-communication tour (Austria - Moscow).
Bei einem Brand, der am 31. März 2017 im gemeinsamen Atelier von Ewald Walser und Katja Vassilieva in Linz ausbrach, wurde ein Großteil der dort lagernden Werke der beiden Künstler zerstört.

## Werke
Werke Walsers befinden sich u. a. im Lentos, im Oberösterreichischen Landesmuseum, bei der Stadt Linz, im Stadtmuseum Nordico u. a.
- Entwurf für die Kirchenfenster in der Pfarrkirche Dorf an der Pram (2011), Ausfertigung Schmelzglastechnik, Schlierbach

## Ausstellungen (Auswahl)
Walser präsentiert seine Werke bei Einzel- und Gemeinschaftsausstellungen im In- und Ausland, u. a.
Einzelausstellungen
- 1979, 1986, 1993, 1997, 2002, 2007 in der Galerie März, Linz

Gemeinschaftsausstellungen
- Topographie, Künstlerhaus Wien, 1980, dort auch 1986
- MAERZ in der Secession, Wiener Secession, 1987
- Museum am Ostwall, Dortmund, 1987
- Neuerwerbungen und 75 Jahre MAERZ, Neue Galerie der Stadt Linz, 1988
- Traklhaus, Salzburg, 1998
- Nationales Mikalojus-Konstantinas-Čiurlionis-Kunstmuseum, Kaunas, 1992
- Bordercrossings - 22 Austrian Artists, Perth Institute of Contemporary Arts, Perth, 1995
- Positionen, Neue Galerie der Stadt Linz, 1995
- Go East - Go West, Jekaterinburg und Kunstmuseum Nischni Nowgorod, 1995
- Betrifft: Malerei, Galerie MAERZ, Linz
- Tür an Tür, Stadtmuseum Nordico, Linz, 2008
- Kunstmuseum Artemons, Hellmonsödt, 2010

## Publikationen
- 75 Jahre MAERZ, Oberösterreichisches Landesmuseum, Linz, 1989 (Katalog).
- Ewald Walser: Neue Arbeiten, Linz, 1989 (Ausstellungskatalog Galerie MAERZ).
- Ewald Walser: Aufgefangene Zeit. Arbeiten von 1975 bis 2018, (m. Textbeitr. von Lydia Altmann, Peter Baum, Hermann Friedl, Bodo Hell, Martin Hochleitner, Peter Kraml, Helmuth A. Niederle, Hubert Nitsch & Christian Steinbacher), artedition Verlag Bibliothek der Provinz, Weitra u. a. 2019, ISBN 978-3-99028-820-7.